# Frank Dixon
Francis Joseph Dixon, detto Frank (Port Dalhousie, 1º aprile 1878 – Grantham, 29 novembre 1932), è stato un giocatore di lacrosse canadese, vincitore di una medaglia d'oro nel lacrosse maschile a squadre ai Giochi della IV Olimpiade.

## Palmarès
In carriera ha conseguito i seguenti risultati:
- Giochi olimpici

Londra 1908: oro nel lacrosse maschile a squadre.